# Tsalung
Tsalung (tyb. རྩ་རླུང་འཁྲུལ་འཁོར་, Wylie: rtsa-rlung 'khrul-'khor) – zaawansowane ćwiczenia w buddyzmie tybetańskim związane z praktyką fazy spełniającej (transliteracja Wyliego: rdzogs rim) tantr buddyjskich, gdzie poprzez subtelną sieć kanałów, wiatrów i esencji poruszającymi się w ciele uzyskuje się stopniowo dostęp do natury umysłu.

## Etymologia
Etymologia terminu tsalung wywodzi się ze słowa „Tsa”, które oznacza w transliteracji Wyliego kanał (energii) oraz słowa „Lung” które oznacza w transliteracji Wyliego wiatr (energii) (sanskryt. prana). Często dodaje się słowo thigle (Wylie thigle, krople, esencje energii) do nazwy tsalung, co daje nazwę „tsalung thigle”: kanały, wiatry, krople (energii). Ćwiczenia tsalung również nazywane są jako „trulkor”, słowa którego etymologię można tłumaczyć jako „iluzoryczne koło” bądź „magiczne ruch”, co odnosi się do kanałów, wiatrów i esencji poruszającymi się w ciele za pomocą których praktykujący uzyskuje stopniowo dostęp do natury swojego umysłu m.in. za pomocą tych ćwiczeń. Alternatywną nazwą jest „jantra joga”, gdzie słowo jantra oznacza „ruch ciała” bądź „formę geometryczną (jak np. mandala)”.

## Zastosowanie
W buddyzmie tybetańskim jest wiele tradycji praktyk tsalung, różniących się wyglądem i znaczeniem ćwiczeń fizycznych i oddechowych. Są to ćwiczenia, które tylko na pozór są podobne do figur hathajogi przede wszystkim ze względu że są dogłębnymi i skutecznymi metodami fazy spełniającej tantr. W szczególności praktyki tsalung są podzielone według poszczególnych praktyk jidamów dla określonych linii przekazu tantr. Ćwiczenia tsalung nauczane były na początku przez mahassidhów z Indii i Oddijany takich jak Humkara, jeden z ośmiu vidjadharów „dzierżawców mądrości” i Padmasambhawa, od których pochodził przekaz „starożytny” buddyzmu ningma w Tybecie m.in. za sprawą takich tybetańskich mistrzów jak Wajroczana (transliteracja Wyliego. bai ro tsa na, VIII w n.e.). Obecnie tsalungi praktykuje się powszechnie w cyklach anu jogi lub dzogczen w Longczen Nyinthig lub Khandro Nyinthig np. od tertonów Dzigme Lingpa i Pema Lingpa. W tradycji sakja „nowożytnych przekazów” tsalung pochodzi od mahasiddhy Wirupa i nauczany jest w ramach nauk tantrycznych lamdre. W kagju ćwiczenia te są szczególnie związane z praktyką jidama Czakrasamwara, a w gelug z praktyką jidama Wadżrabhajrawa lub Kalaczakra. Ćwiczenia tsalung stosuje się m.in. jako pomoc we „wznieceniu” żaru tummo, innej zręcznej metody fazy spełniającej tantr.